# Lenta (Handelsunternehmen)
Lenta ist eine der größten russischen Groß- und Einzelhandelsketten (gemessen am Umsatz derzeit auf Rang 3 nach Metro und Auchan). Sie betreibt 77 Cash-&-Carry-Großmärkte in 45 Städten sowie zehn Hypermärkte im Raum Moskau und beschäftigt 23.000 Mitarbeiter (Stand jeweils Ende 2013). Die Hauptverwaltung befindet sich in Sankt Petersburg, die Mutterfirma ist jedoch aus steuerlichen Gründen auf den Britischen Jungferninseln registriert. Generaldirektor und CEO ist der Niederländer Jan Dunning.

## Geschichte

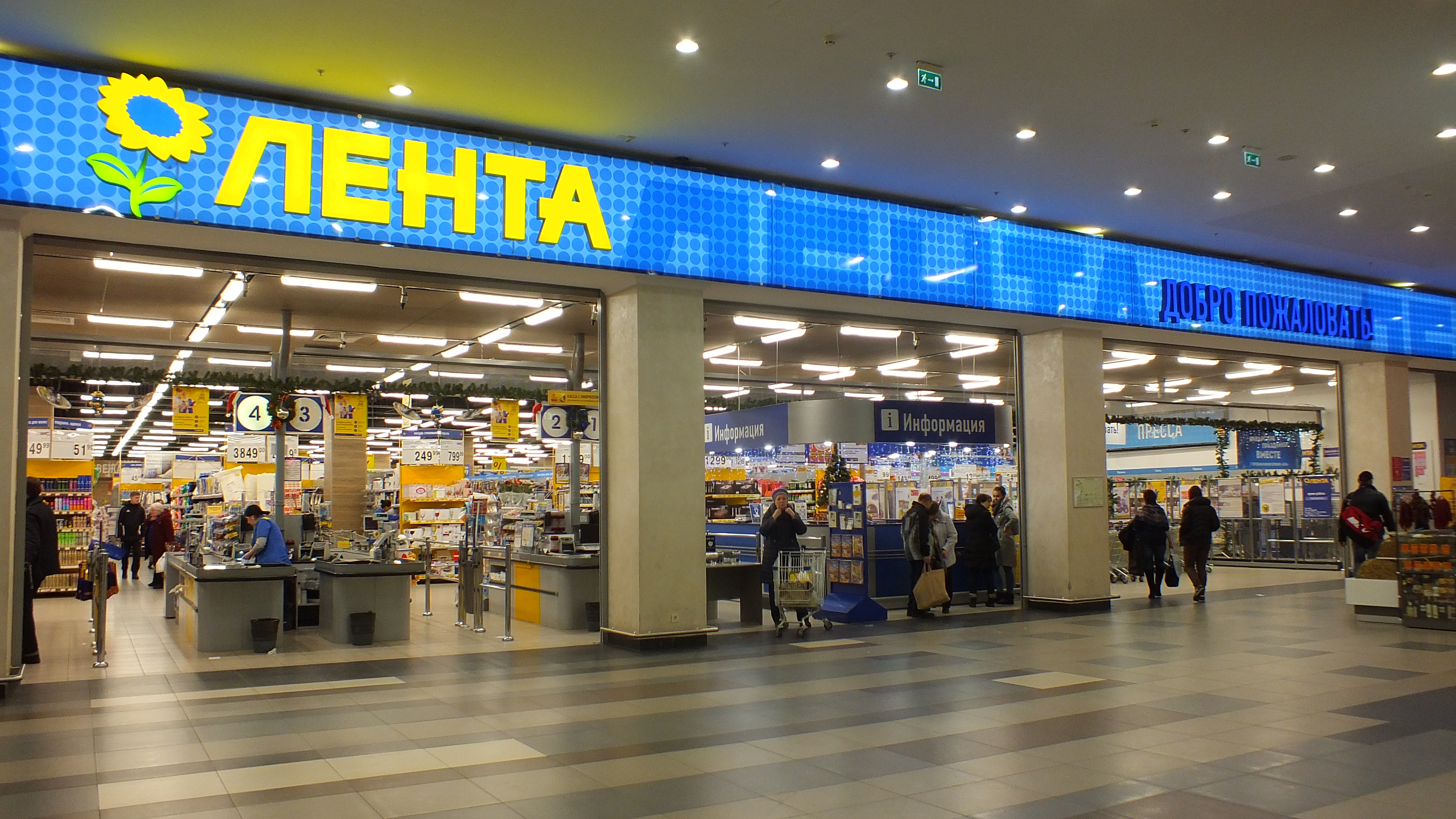
Das Innere des Lenta-Hypermarktes in Moskau im Jahr 2018

Lenta wurde 1993 von Oleg Zherebtsov in Sankt Petersburg gegründet und 1994 als Marke eingetragen. Den ersten Hypermarkt eröffnete er 1999.
Im Jahr 2007 erwarb die Europäische Bank für Wiederaufbau und Entwicklung für 125 Mio. Dollar einen Minderheitsanteil (11 %) am Unternehmen, nachdem sie bereits früher mehrfach Kredite vergeben hatte. Der US-Privatinvestor August Meyer hielt 36,4 %.
Nachdem Verkaufsverhandlungen mit dem amerikanischen Handelsriesen Wal-Mart gescheitert waren, übernahm im Herbst 2009 der ebenfalls amerikanische Finanzinvestor Texas Pacific Group gemeinsam mit der staatlich kontrollierten russischen Bank VTB den 35 % Anteil des Gründers, davon die TPG den größeren Teil, VTB 10 %. Im September 2010 kam es zu massiven Streitigkeiten zwischen diesen und Meyer über die Besitzverhältnisse und Geschäftsführung, die in einer zweimaligen gewaltsamen Besetzung der Verwaltung, Einsetzung eines Gegen-CEO und regelrechten Rückeroberung durch den von TPG eingesetzten CEO Dunning unter Einsatz von Leibwächtern, Tränengas und Rauchbomben gipfelte. Um die Machtverhältnisse im Unternehmen klarzustellen und damit weitere Auseinandersetzungen zu vermeiden, erwarben TPG, VTB und Europäische Bank für Wiederaufbau und Entwicklung 2011 auch den Anteil Meyers von inzwischen 44 % für 1,14 Mrd. Dollar.
Im Jahr 2012 lag der Umsatz bei umgerechnet 2,7 Mrd. Euro. Der Nettogewinn im Jahr 2013 lag bei umgerechnet rund 150 Millionen Euro, im Vergleich zum Vorjahr ein Wachstum um 38 %.
Ende 2013 wurden 65 % der Anteile am Unternehmen von Finanzinvestoren gehalten, davon der weitaus größte Teil (über 57 %) von der TPG, etwa 7,8 % von der VTB. Etwa 20 % hält die Europäische Bank für Wiederaufbau und Entwicklung. Im Februar 2014 ging Lenta an die Londoner Börse, TPG, VTB und Europäische Aufbaubank haben angekündigt, Anteile zu veräußern.